# Dolní Lhota (Blansko)
Dolní Lhota je vesnice, část okresního města Blansko. Nachází se asi 2,5 km na severozápad od Blanska. Je zde evidováno více než 203 adres. Trvale zde žije 610 obyvatel.
Dolní Lhotou protéká Dolnolhotský potok.
Dolní Lhota je také název katastrálního území o rozloze 4,71 km2.

## Historie
Poprvé se Dolní Lhota uvádí roku 1554 jako Záříční Lhota.
Na začátku 17. století zde bylo 11 domů. V roce 1793 zde bylo 16 domů se 160 obyvateli. V roce 1900 šlo o 64 domů a 436 obyvatel.

## Pamětihodnosti
- Kaple
- Škola
- Pomník
- Rodný dům Jaroslava Štěrbáčka s pamětní deskou

## Osobnosti
- Jaroslav Štěrbáček (1913–1940) – stíhač československé perutě v Anglii.